# Cefpiramide
Cefpiramide là một loại kháng sinh cephalosporin thuộc thế hệ thứ ba.